# Buntonia corpulenta
Buntonia corpulenta är en kräftdjursart som först beskrevs av Brady och Norman 1889.  Buntonia corpulenta ingår i släktet Buntonia, och familjen Trachyleberididae. Det är osäkert om arten förekommer i Sverige.